# Falacia fractal
Falacia fractal (en inglés, fractal wrongness) es un término peyorativo aplicado a ideas e hipótesis (sobre todo en pseudociencia) que son incorrectas en la gran mayoría de sus aspectos, si no en todos ellos. El término se basa en la observación de que un objeto fractal exhibe esencialmente la misma geometría a cualquier nivel de resolución. De manera similar, una hipótesis calificable como falacia fractal es incorrecta en todos sus niveles, desde la idea general hasta sus más pequeños detalles.
Debatir con una persona que incurre en esta falacia lleva a una regresión infinita, ya que cada refutación que se hace de las opiniones dará lugar a una réplica, llena de medias verdades, saltos de lógica defectuosa, y mentiras, que requieren que se refuten al igual que el primero. Es improbable poder convencer de nada a una persona que argumenta de forma fractal, ya que sería igual a caminar por el borde del conjunto de Mandelbrot en tiempo finito.
En una discusión en donde aparece este tipo de falacia el mejor movimiento es dar el argumento una vez y pasar por alto todas las respuestas fractales, con el consiguiente ahorro de tiempo y energía.